# Enargia jordani
Enargia jordani är en fjärilsart som beskrevs av Rothschild 1920. Enargia jordani ingår i släktet Enargia och familjen nattflyn. Inga underarter finns listade i Catalogue of Life.